# Saison 2 de Fargo
Chronologie
Saison 1 Saison 3
Cet article présente les dix épisodes de la seconde saison de la série télévisée américaine Fargo.

## Synopsis de la saison
La saison traite d'un incident qui s'est déroulé en 1979 à Sioux Falls dans le Dakota du Sud et qui a été plusieurs fois mentionné durant la première saison. Elle met en scène l'esthéticienne Peggy Blomquist (Kirsten Dunst) et son mari, un boucher du nom d'Ed Blomquist (Jesse Plemons), qui décident de couvrir leurs traces après le meurtre involontaire de Rye Gerhardt (Kieran Culkin), un des fils d'une famille criminelle locale dont la matriarche est Floyd Gerhardt (Jean Smart). Pendant ce temps, Lou Solverson (Patrick Wilson), qui vient de rentrer du Vietnam, et son beau-père le sheriff Hank Larsson (Ted Danson) enquêtent sur trois meurtres commis par Rye Gerhardt tout en protégeant le candidat républicain aux élections présidentielles Ronald Reagan lors de son arrêt de campagne à Fargo.

## Distribution de la saison

### Acteurs principaux
- Patrick Wilson (VF : Alexis Victor) : Lou Solverson, policier de l'état du Minnesota, gendre de Hank Larsson
- Ted Danson (VF : Guy Chapellier) : Hank Larsson, shérif de Luverne, beau-père de Lou Solverson
- Jean Smart (VF : Martine Meirhaeghe) : Floyd Gerhardt, matriarche du clan Gerhardt
- Kirsten Dunst (VF : Marie-Eugénie Maréchal) : Peggy Blomquist, coiffeuse, femme d'Ed Blomquist
- Jesse Plemons (VF : Yoann Sover) : Ed Blomquist, boucher, mari de Peggy Blomquist

### Acteurs récurrents
- Jeffrey Donovan (VF : Bertrand Liebert) : Dodd Gerhardt, fils aîné d'Otto et Floyd Gerhardt, au caractère violent
- Rachel Keller (VF : Claire Baradat) : Simone Gerhardt, fille de Dodd
- Nick Offerman (VF : Bernard Métraux) : Karl Weathers, le seul avocat de la ville de Luverne, alcoolique et complotiste
- Zahn McClarnon : Hanzee Dent, amérindien, homme de main des Gerhardt fidèle à Dodd
- Brad Garrett (VF : Patrick Béthune) : Joe Bulo, un homme envoyé par l'organisation criminelle de Kansas City pour superviser les négociations avec la famille Gerhardt
- Kieran Culkin : Rye Gerhardt, fils le plus jeune d'Otto et Floyd Gerhardt
- Bokeem Woodbine (VF : Frantz Confiac) : Mike Milligan, homme de main de l'organisation criminelle de Kansas City
- Angus Sampson : Bear Gerhardt, deuxième fils d'Otto et Floyd Gerhardt
- Allan Dobrescu : Charlie Gerhardt, fils de Bear Gerhardt
- Keir O'Donnell : Ben Schmidt, policier à Fargo
- Bruce Campbell : Ronald Reagan durant sa tournée électorale
- Michael Hogan (VF : Michel Voletti) : Otto Gerhardt, chef de la famille criminelle Gerhardt
- Cristin Milioti : Betsy Solverson, femme du policier Lou Solverson
- Adam Arkin (VF : Jean-François Aupied) : Hamish Broker
- Raven Stewart : Molly Solverson, fille de Lou et Betsy Solverson
- Emily Haine : Noreen Vanderslice

## Épisodes

### Épisode 1:En attendant Dutch
- États-Unis : 12 octobre 2015
- France : 14 octobre 2015 sur Netflix

Fargo, 1979. Rye, cadet de la puissante famille criminelle Gerhardt, a une altercation avec son frère Dodd. La dispute concerne l'argent que Rye était censé collecter pour le compte de la famille et qu'il a finalement gardé pour lui. Il souhaite investir la somme dans un magasin de machines à écrire mais Skip, le futur gérant, l'informe qu'il doit d'abord convaincre un juge pour obtenir l'autorisation d'ouvrir.
Floyd Gerhardt présente les revenus de la famille à son mari Otto, qui dirige les opérations. Les comptes sont aux plus bas et un autre gang les menace. Lors de cette réunion, Otto a une attaque.
Au restaurant le Waffle Hut de Luverne, Rye tente de faire changer d'avis le juge Mundt, sans succès. Se sentant agressée, cette dernière lui pulvérise de l'anti-moustique dans les yeux. Dans la panique, il l'abat, ainsi que la serveuse et le cuisinier. Mais alors qu'il prend la fuite, son attention est retenue par des lumières dans le ciel, il est percuté par une voiture dont il traverse le pare-brise. La voiture repart avec le corps sur le capot. 
Lou Solverson, policier, est appelé à son domicile pour constater le triple homicide. Il est rejoint par le Shérif Hank Larsson, qui est aussi son beau-père. Les deux hommes découvrent des billets ensanglantés et une chaussure perchée dans un arbre. Lou passe ensuite boire un verre avec ses amis Karl Weathers et Sonny Greer et leur explique l'incident. Karl tient à soutenir l'épouse de Lou, Betsy, qui est atteinte d'un cancer.
Ed Blumquist, boucher à Luverne, rentre du travail et retrouve sa femme, Peggy. Il profite du dîner pour aborder le sujet des enfants, qui ne semble pas intéresser Peggy. Elle lui annonce qu'elle compte participer à un séminaire de réalisation de soi : Lifespring, qui se déroule à Sioux Falls. Des bruits se font soudain entendre dans le garage, Ed découvre alors la voiture de sa femme : le pare-brise éclaté et couvert de sang. Peggy explique qu'elle a percuté un cerf et qu'elle l'a ramené jusque chez eux sur la voiture. Mais lorsque Ed s'engouffre dans la pièce, il tombe nez à nez avec Rye Gerhardt, qui l'attaque. Ed vient à bout du jeune homme grâce à un outil de jardinage et le couple, de peur de gâcher leur avenir, décide de dissimuler le cadavre. 

### Épisode 2:Au-delà des lois
- États-Unis : 19 octobre 2015
- France : 21 octobre 2015 sur Netflix

Les Gerhardt reçoivent la visite du syndicat de Kansas City. Floyd explique qu'elle a tenté de négocier un accord qui pourrait profiter à la famille. Mais Dodd n'accepte pas le rachat et souhaite devenir le chef de famille à la place de sa mère. Floyd possède le soutien de son fils, Bear et de sa petite fille, Simone. Dodd est soutenu par le fils de Bear, Charlie et son homme de main, Hanzee Dent. Ce dernier est chargé de retrouver Rye pour Floyd, mais reçoit d'autres ordres de la part de Dodd, qui pense pouvoir convaincre son frère de se ranger de son côté.
Mike Milligan et les frères Kitchen, du syndicat de Kansas City, sont aussi à la recherche de Rye, afin de le rallier à leur cause et ainsi, avoir un soutien chez les Gerhardt. Ils menacent Skip, qui leur révèle que Rye cherchait le juge Mundt. Sur la route, ils sont contrôlés par le Shérif Larsson qui ne peut cependant pas les arrêter.
Lou apprend qu'une des victimes était juge à Fargo. Il retourne sur les lieux de la tuerie avec sa femme et sa fille, Molly. Betsy découvre l'arme du crime dans un buisson.
Peggy rentre du salon en compagnie de sa collègue, Constance, qui découvre la voiture accidentée. Elle lui explique que son mari est rentré dans un arbre.

### Épisode 3:Le Mythe de Yaya Yayo
- États-Unis : 26 octobre 2015
- France : 28 octobre 2015 sur Netflix

Floyd Gerhardt contacte ses associés et les alerte de la gravité de la situation. Ils doivent se préparer à livrer bataille contre le syndicat de Kansas City. Hanzee continue ses recherches et interroge Simone qui avoue que Rye était en affaires à Fargo et y possédait un studio. Ils se rendent sur place et alors qu'ils attendent à l'intérieur, Skip Sprang vient frapper à la porte, ils le font entrer pour l'interroger.
Mike Milligan partage ses découvertes avec Joe Bullo, un cadre de Kansas City : Rye serait en fuite après avoir tué un juge.
De son côté, Lou se rend à Fargo pour enquêter sur le juge Mundt. Par radio, Hank lui apprend que les empreintes trouvées sur l'arme sont celles de Rye Gerhardt. Sur place, il coopère avec Ben Schmidt, un détective local qui le met en lien avec les Gerhardt. Mais la famille refuse d'aider la police. Avant de rentrer à Luverne, Lou décide de passer à la boutique de Skip, qu'il avait croisé en train de fouiner autour du bureau du Juge Mundt un peu plus tôt. Il y surprend Mike Milligan et les frères Kitchen. L'échange est tendu mais les membres du syndicat de Kansas City finissent par partir.
Betsy retrouve son père, Hank, au salon de coiffure où travaille Peggy. Celle-ci s'affole quand ces derniers évoquent l'affaire et prévient Ed qu'ils doivent se débarrasser de la voiture au plus vite. Ils simulent alors un accident de voiture en fonçant dans un arbre.

### Épisode 4:Stupeur et tremblements
- États-Unis : 2 novembre 2015
- France : 4 novembre 2015 sur Netflix

Lors d'un rendez-vous chez le médecin, Betsy apprend que son cancer progresse mais qu'elle a la possibilité de tenter un nouveau traitement. 
Hanzee se rend au Waffle Hut et trouve un éclat de verre enterré sous la neige. Il se rend au garage de la ville et compare l'éclat avec un des phares d'une voiture, qui s'avère être celle de Peggy. Il consulte aussi les documents et trouve le nom du propriétaire. Mais il est interrompu par Sonny, le garagiste et Karl, qui le fait fuir. Lou est appelé au garage par ses amis où il inspecte la voiture des Blumquist. 
Mike Milligan et Simone Gerhardt ont une liaison. Simone révèle que son grand-père a rendez-vous à l'hôpital pour surveiller son état, information que Mike ne va pas tarder à exploiter. Il piège Otto, éliminant ses gardes du corps et le laissant sans défense sur le parking.
La famille Gerhardt rencontre à nouveau le syndicat de Kansas City afin de donner une réponse à l'offre proposée. Floyd ne cède pas et souhaite payer: 1 million de dollars et un pourcentage des bénéfices sur les années à venir en échange de pouvoir garder la direction de la famille. Joe Bulo refuse, pointant du doigt le caractère ingérable de Dodd, qui a agressé leurs hommes le matin même. Quand Floyd découvre le piège dans lequel est tombé son mari, elle déclare la guerre au syndicat.

### Épisode 5:Cadeaux et privilèges
- États-Unis : 9 novembre 2015
- France : 11 novembre 2015 sur Netflix

Hanzee rapporte la boucle de ceinture à Floyd. Dodd raconte à sa mère que "Le Boucher de Luverne" est un tueur à gages engagé par Kansas City pour lancer les hostilités. Lou est temporairement écarté de l'enquête pour assurer la sécurité de Ronald Reagan lors du passage de sa campagne électorale dans la région.
Les membres du syndicat de Kansas City se rendent à une partie de chasse avec des personnalités notables du Nord-Est, avec qui ils pourraient conclure une alliance. Mais ils tombent dans une embuscade de la famille Gerhardt où Hanzee tue un des frères Kitchen. Mike Milligan reçoit la tête tranchée de Joe Bullo. À la suite de cet incident, il exige que Simone espionne sa famille et lui rapporte leurs moindres faits et gestes.
Peggy fait ses valises et passe au garage reprendre sa voiture: elle veut fuir pour la Californie. Après avoir hésité, elle décide de vendre la voiture à Sonny et de donner l'argent à Ed pour l'achat de la boucherie.

### Épisode 6:Le Boucher
- États-Unis : 16 novembre 2015
- France : 18 novembre 2015 sur Netflix

La famille Gerhardt déploie ses forces : Dodd se charge de tuer Ed Blumquist, Bear part en direction du commissariat de Luverne pour libérer son fils, Charlie. Simone communique ces informations à Mike et lui demande de tuer son père pour elle, mais le syndicat en profite pour attaquer le QG des Gerhardt.
Ed est emmené par Lou au poste de police tandis que Hank reste aux côtés de Peggy. Mais il voit débarquer Dodd Gerhardt chez les Blumquist. Le shérif tente de les faire partir en leur indiquant que celui qu'ils cherchent est déjà au commissariat. Il se fait assommer par Hanzee, qui part ensuite à la poursuite de Ed. Dodd fouille la maison mais est piégé par Peggy, qui le blesse avec son bâton électrique.
Lou tente de convaincre Ed d'avouer le meurtre de Rye: il pense que sa femme et lui sont en grand danger s'ils ont effectivement tué un Gerhardt. Mais le boucher demande un avocat et le seul en ville est Karl Weather, qui débarque ivre au commissariat. Il demande la libération immédiate de son client, qui est retenu sans charges. C'est à ce moment qu'arrivent Bear et ses hommes, lourdement armés et réclamant Charlie. Lou demande à Karl de discuter avec Bear, le temps qu'il s'échappe avec Ed. L'avocat explique alors à Bear qu'il s'occupe du cas de son fils et que le faire évader ne fera qu'aggraver la situation. Karl mentionne aussi que Charlie est mineur, ce qui allégera sa sentence et ne compromettra pas son avenir. Bear préfère partir dans l'intérêt de son fils.

### Épisode 7:Trahison
- États-Unis : 23 novembre 2015
- France : 25 novembre 2015 sur Netflix

À la suite de l'attaque de leur QG par le syndicat de Kansas City, les Gerhardt enterrent Otto et creusent symboliquement une tombe pour Rye. En ce jour de deuil, Bear apprend à sa mère que Dodd reste introuvable et qu'un bon nombre de leurs associés ont été tués. 
Lou et Ben Schmidt arrêtent Floyd, qui est interrogée par Hank et le chef Gibson de la police de Fargo. La chef de famille négocie: elle livre ses renseignements sur la circulation de la drogue de Kansas City en échange de passer l'éponge sur les crimes de ses fils. Lorsqu'elle rentre au QG, elle reçoit un appel d'Hanzee qui a retrouvé Dodd.
Simone rend visite à Mike et lui reproche d'avoir tué son grand-père. Alors qu'elle est malmenée, Lou et Ben font irruption dans la chambre d'hôtel. Les policiers conseillent à Mike de s'éloigner de la région. Simone réussit à s'échapper mais elle s'aperçoit que Bear l'a suivi et l'attend sur le parking. Elle supplie son oncle de l'épargner mais il la conduit dans un bois et l'exécute.
À Luverne, Betsy demande à Karl de veiller sur Lou si elle venait à décéder. Elle se rend ensuite chez son père, afin de nourrir ses chats et découvre un bureau tapissé de symboles étranges.

### Épisode 8:Sioux Falls
- États-Unis : 30 novembre 2015
- France : 2 décembre 2015 sur Netflix

Peggy et Ed s'enfuient de Luverne avec Dodd dans le coffre de leur voiture. Lou et Hank arrivent trop tard et ne peuvent que constater la mort de deux hommes de main des Gerhardt dans la maison des Blumquist. Après le départ des policiers, Hanzee fouille à son tour la maison et trouve une note d'hôtel: la chambre qu'a louée Constance pour Peggy et elle lors du séminaire à Sioux Falls.
Les Blumquist s'installent dans un cabanon de famille au bord d'un lac à Sioux Falls. De la cabine téléphonique d'une station essence, Ed tente à plusieurs reprises de joindre les Gerhardt, mais n'y parvient pas. Il en profite pour faire quelques courses à la supérette.
Toujours à la recherche du couple, Hanzee se rend dans un bar de Sioux Falls. Il a une altercation avec des racistes, abat le patron et deux policiers et blesse aussi deux autres clients. Il se rend ensuite à l'hôtel où Constance attend encore Peggy. Lorsque cette dernière l'appelle, Hanzee force Constance à faire révéler l'endroit où se terrent les Blumquist. Mais Peggy reste floue. Hanzee finit par trouver la station essence où Ed passait ses appels; le gérant, intimidé, lui avoue qu'un couple vient de s'installer dans une cabane au bord du lac.

### Épisode 9:Sur écoute
- États-Unis : 7 décembre 2015
- France : 9 décembre 2015 sur Netflix

Hanzee retourne à la station-essence et abat le gérant, qui essayait de joindre la police. Il soigne sommairement la blessure que lui a infligée Peggy et vole la voiture du mort.
Les Blumquist sont appréhendés. Ed révèle le plan qu'il avait mis en place: livrer Dodd Gerhardt à Mike Milligan. La police du Dakota du Sud y voit une occasion de piéger le syndicat de Kansas City et veut utiliser Ed. Lou s'y oppose et conseille au couple de ne pas accepter car il sait que Mike est un tueur professionnel. Mais il est sommé de rentrer au Minnesota, alors que Hank décide de rester sur place. Avant de partir, il tente d'appeler sa femme. Mais à Luverne, Betsy s'est effondrée et ne répond pas. Le policier aperçoit alors un impact de balle dans la vitrine de la supérette et découvre le corps du patron. Il constate aussi que sa voiture a été volée. Il est stoppé dans son investigation par un autre policier chargé de l'escorter jusqu'à la frontière du Minnesota. Sur la route, Lou reçoit un appel radio qui l'informe que Constance Heck a été retrouvé morte dans un hôtel de Sioux Falls. Compte tenu des circonstances, il fait demi-tour.
Les membres de la police du Dakota du Sud s'installent au Motor Motel de Sioux Falls et y préparent le piège: ils se déguisent en civils et coupent la radio. Hanzee, qui a suivi le cortège, contacte Floyd Gerhardt et affirme qu'il a retrouvé Dodd, qui serait aux mains de Kansas City.
Le soir même, Lou est de retour à Sioux Falls et assiste à l'arrivée des Gerhardt. Il tente de joindre le motel par radio, sans succès. Alors qu'il s'apprête à donner l'assaut, Bear demande à Hanzee de protéger sa mère. 
Les Gerhardt massacrent les policiers présents dans le motel. Ben Schmidt parvient à protéger les Blumquist mais se fait assommer par Peggy. Hanzee poignarde Floyd. Quand Bear voit sa mère inconsciente, il court vers elle mais est touché à la tête par Lou. Dans un état second, il se rue sur Lou et l'étrangle violemment. 
Hanzee fait ensuite irruption dans le motel: il tire sur les derniers Gerhardt et policiers restants, blessant au passage Hank. Mais le temps s'arrête quand tous sont témoins de l'arrivée d'un Objet Volant Non Identifié: Lou en profite pour abattre Bear, Peggy et Ed échappent à Hanzee qui se dirigeait vers leur chambre. Lorsque l'OVNI disparaît, Lou échange des tirs avec Hanzee avant que celui-ci décide de poursuivre les Blumquist. Hank demande à son beau-fils de prendre en chasse le couple pour les sauver d'Hanzee.

### Épisode 10:Palindrome
- États-Unis : 14 décembre 2015
- France : 16 décembre 2015 sur Netflix

- États-Unis : 1,821 million de téléspectateurs[10]

Ed et Peggy fuient Hanzee, toujours à leur poursuite dans les rues de Sioux Falls. L'Indien blesse Ed mais les Blumquist le distancent et se confinent dans la chambre froide d'un supermarché. Ed annonce à Peggy que, même s'ils traversent cette épreuve, leur couple n'a pas d'avenir. Mais la pièce se remplit soudainement de fumée, Peggy comprend que Hanzee tente de les faire sortir en les enfumant. Elle fait le parallèle avec un film qu'elle a vu peu auparavant et dans lequel les héros étaient sauvés au dernier moment. L'air devenant irrespirable, Peggy décide de sortir et trouve Lou et Ben Schmidt. Ce dernier annonce qu'Ed n'a pas survécu et que Hanzee n'est jamais rentré dans le magasin: la fumée était le fruit de l'imagination de Peggy.
Lou est chargé de ramener Peggy au Minnesota. Sur la route, il appelle sa femme, mais tombe sur Noreen qui lui explique que Betsy a fait un malaise mais est hors de danger.
Mike Milligan se rend au domicile des Gerhardt. Il n'y reste plus qu'une domestique. Il y surprend Ricky, un allié des Gerhardt, tentant de voler l'argenterie de la famille et l'abat. De retour à Kansas City, Mike demande à prendre la direction de Fargo, mais est relégué à un travail administratif dans un bureau étroit. Son patron lui explique que le syndicat ne souhaite plus gagner du territoire par la force mais gagner de l'argent grâce à la comptabilité. 
Sur le bord d'un terrain de base-ball, Hanzee reçoit une nouvelle identité: Moses Tripoli. Il souhaite aussi changer de visage et monter son propre empire criminel. Il observe deux enfants jouer sur le terrain: ils parlent en langage des signes. Quand ils sont brutalisés par deux adolescents, il les défend.